# Chaerephon jobimena
Chaerephon jobimena es una especie de murciélago de la familia Molossidae.

## Distribución geográfica
Es  endémica de Madagascar.  